# Indexové číslo
Indexové číslo je identifikátor používaný v rámci Evropské unie k identifikaci nebezpečných chemických látek. Jeho používání bylo zavedeno Směrnicí Rady 67/548/EHS ze dne 27. června 1967 o sbližování právních a správních předpisů týkajících se klasifikace, balení a označování nebezpečných látek. Indexové číslo má tvar ABC-RST-VW-Y, kde:
- ABC je buď atomové číslo chemického prvku (jemuž předchází jedna nebo dvě nuly pro doplnění trojčíslí), který nejvíce charakterizuje danou látku, nebo obvyklé číslo třídy organických látek,
- RST je pořadové číslo látky v sérii ABC,
- VW označuje formu, v níž je látka vyráběna nebo uváděna na trh,
- Y je kontrolní číslo vypočtené stejnou metodou jako v ISBN.

Nečistoty, přísady a minoritní složky se v rámci položek označovaných indexovým číslem obvykle neuvádějí, pokud nemají významný vliv na klasifikaci látky. Platí však tato pravidla:
- Některé látky jsou označeny jako směsi A a B. Tyto položky se vztahují k jedné specifické směsi. V některých případech, je-li to nezbytné pro charakterizaci látky uváděné na trh, je uveden podíl hlavních látek ve směsi.
- Některé látky jsou charakterizovány specifickou čistotou vyjádřenou v procentech. Jsou-li uvedeny určité koncentrační limity, platí pro látku nebo látky uvedené v dané položce.
- Některé položky označené indexovým číslem obsahují odkaz na nečistoty - v těchto případech tvoří tento odkaz (uvádí se v závorkách) součást názvu.
- Určité položky označují skupiny látek (pod jedno indexové číslo patří více látek nebo dokonce celá třída sloučenin kromě samostatně specifikovaných - například se to týká sloučenin olova).